# Мадждабад-е Нов
Мадждабад-е Нов (перс. مجدابادنو) — село в Ірані, у дегестані Фармагін, у Центральному бахші, шагрестані Фараган остану Марказі. За даними перепису 2006 року, його населення становило 63 особи, що проживали у складі 25 сімей.

## Клімат
Середня річна температура становить 12,94 °C, середня максимальна – 32,45 °C, а середня мінімальна – -10,31 °C. Середня річна кількість опадів – 261 мм.
| Клімат поселення                              | Клімат поселення | Клімат поселення | Клімат поселення | Клімат поселення | Клімат поселення | Клімат поселення | Клімат поселення | Клімат поселення | Клімат поселення | Клімат поселення | Клімат поселення | Клімат поселення | Клімат поселення |
| Показник                                      | Січ.             | Лют.             | Бер.             | Квіт.            | Трав.            | Черв.            | Лип.             | Серп.            | Вер.             | Жовт.            | Лист.            | Груд.            |                  |
| Середній максимум, °C                         | 8,44             | 10,78            | 16,28            | 21,82            | 25,86            | 31,92            | 32,45            | 31,42            | 27,45            | 21,95            | 15,64            | 9,04             |                  |
| Середня температура, °C                       | −0,94            | 1,40             | 6,90             | 12,43            | 16,48            | 22,53            | 25,55            | 24,52            | 20,54            | 15,04            | 8,74             | 2,13             |                  |
| Середній мінімум, °C                          | −10,31           | −7,97            | −2,47            | 3,07             | 7,12             | 13,16            | 18,64            | 17,61            | 13,62            | 8,13             | 1,82             | −4,78            |                  |
| Норма опадів, мм                              | 37               | 36               | 47               | 34               | 29               | 4                | 1                | 1                | 0                | 11               | 24               | 37               |                  |
| Середньомісячна швидкість вітру, м/с          | 1.78             | 2.00             | 2.68             | 2.92             | 2.70             | 2.50             | 2.59             | 2.40             | 2.27             | 2.22             | 1.93             | 1.31             |                  |
| Середньомісячна сонячна радіація, кДж/м²·день | 9088             | 12427            | 14869            | 18322            | 22292            | 26817            | 25984            | 24043            | 20867            | 15391            | 10942            | 8958             |                  |
| --------------------------------------------- | ---------------- | ---------------- | ---------------- | ---------------- | ---------------- | ---------------- | ---------------- | ---------------- | ---------------- | ---------------- | ---------------- | ---------------- | ---------------- |
| Джерело:                                      |                  |                  |                  |                  |                  |                  |                  |                  |                  |                  |                  |                  |                  |